# Ivești (okręg Vaslui)
Ivești – wieś w Rumunii, w okręgu Vaslui, w gminie Ivești. W 2011 roku liczyła 2409 mieszkańców.